# Valmaotsa
Valmaotsa est un village de la commune de Laeva du comté de Tartu, en Estonie. Le 31 décembre 2011, Valmaotsa comptait 49 habitants.